# Distrito Escolar Unificado de Montebello
El Distrito Escolar Unificado de Montebello (Montebello Unified School District en inglés) es un distrito escolar en el estado de California (Estados Unidos).  Tiene su sede en Montebello.
El distrito sirve a todo Montebello, partes de las ciudades de Bell Gardens, Commerce, Downey, Monterey Park, Pico Rivera, y Rosemead. También sirve a partes de las área no incorporadas East Los Angeles y South San Gabriel. El distrito tiene una parte de Bell sin residentes.

## Escuelas

### Escuelas preparatorias
- Bell Gardens High School
- Montebello High School
- Schurr High School
- Vail High School

El vice-superintendente/secretario de Educación (deputy superintendent) del distrito escolar es el educador Arthur P. Revueltas (n. 1954), hijo del artista y empresario Agustín Revueltas Sánchez (1920-1996), quien proviene de la familia de artistas mexicanos Revueltas Sánchez y fue hermano del compositor Silvestre Revueltas Sánchez (1899-1940).